# فابيان دي فيليبو
فابيان دي فيليبو (بالفرنسية: Fabien Di Filippo) هو سياسي فرنسي، ولد في 23 أغسطس 1986 في فرنسا. حزبياً، نشط في الجمهوريون. وقد انتخب نائب فرنسي عن دائرة Moselle's 4th constituency ‏ وقد انضم خلال فترته النيابية ‏ (21 يونيو 2017 – ) للكتلة البرلمانية Republican Right group ‏.